# 최무선과학관
최무선과학관(崔茂宣科學館)은 대한민국 경상북도 영천시에 위치한 과학관이다. 영천 출신의 고려 무신 최무선의 업적을 기리기 위한 과학관으로, 여러 전시물과 체험 시설을 갖추고 있다.